# エヴェネス
エヴェネス (北サーミ語: Evenášši)は、ノルウェー・ヌールラン県の都市。面積252,3平方キロメートル、人口1,372人(2012年)。ナルヴィクの西に位置し、北はトロムス県に接する。
農林業および下記の空港での労働が主な産業である。
市内にある5つの湿地からなる湿地群はシャジクモ類のChara rudisやホンカワシンジュガイなどの生物の生息地およびシマアジ、スズガモ、ミコアイサなどの鳥類の繁殖地で、2010年にラムサール条約登録地となった。

## フィヨルド
- オーフォートフィヨルド

## 交通
ハシュタ／ナルヴィク空港があり、オスロ・トロンハイム・ボードー・トロムソなどへの路線が就航している。欧州自動車道路E10号線が通っている。